# Famille Mottet
La famille Mottet est une famille originaire de Bretagne fixée en région parisienne au XVIe siècle puis en Inde française à la fin du XVIIIe siècle.

## Histoire
Henri de La Messelière, dans Filiations bretonnes, écrit que la famille Mottet originaire de Bretagne Mottet se fixe à Mantes-la-Jolie où ses membres occupérent des fonctions dans l’administration royale
Elle passa ensuite en Inde française avec Benoit Mottet de La Fontaine  commissaire ordonnateur des établissements français.
Certains généalogistes du 19e ont prétendu qu'elle était une branche d'une famille Mottet en Provence, sans donner de filiation permettant de la rattacher.
Pierre Marie Dioudonnat dans Encyclopédie de la fausse noblesse et de la noblesse d'apparence écrit que la famille Mottet est à l'origine une famille de la bourgeoisie bretonne et indique que des membres de cette famille furent autorisés par décrets des 22 mai 1865 et 8 juillet 1875 à joindre à leur patronyme Mottet le nom "de La Fontaine" afin de s'appeler Mottet de La Fontaine

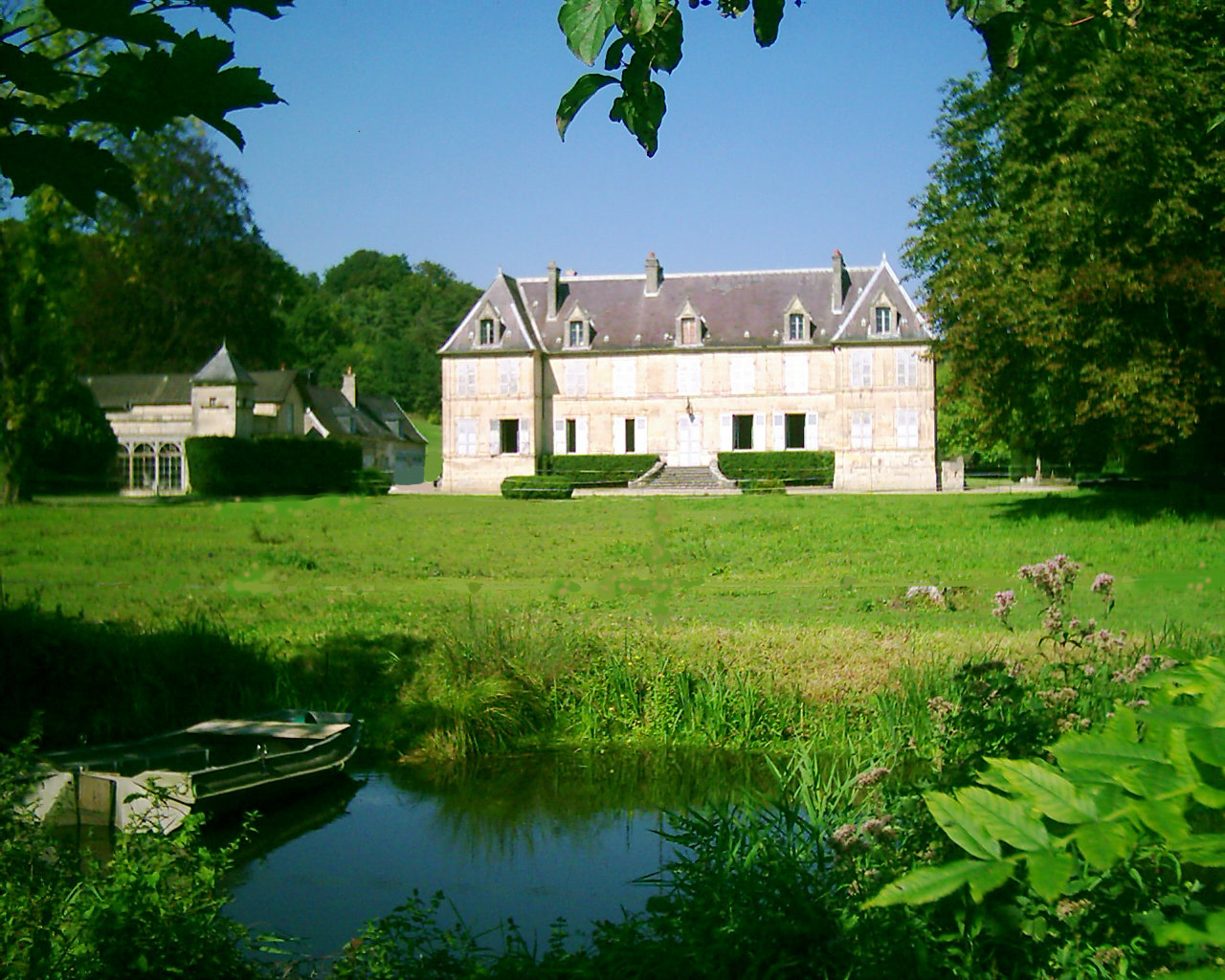
Le château de La Motte au XXIe siècle, passé par héritage des Herlaut aux Mottet

.

## Personnalités
- Louis Mottet (1595-1693), marchand, puis contrôleur des finances, marié le 2 mars 1631 à Mantes-la-Jolie (paroisse Saint Maclou) avec Marguerite Le Tourneur de Versoris (1607-1708), dont Louis qui suit.
  - Louis Mottet, né le 1er janvier 1651 et baptisé le même jour à Mantes (paroisse Saint Maclou) et mort vers 1744.  Marié en février 1683 en Saint-Germain-l'Auxerrois à  Marguerite Herlaut, dame de la Motte (1667-1745) dont Claude-Nicolas qui suit.
    - Claude Nicolas Mottet, sieur de la Motte, né en 1693 à Paris et mort le 29 mars 1768 à Compiègne (60), avocat en parlement, officier dans la Vénerie du roi. Marié  le 4 avril 1723 avec Madeleine Coustant, dame de Belle Assise (1705-1771) dont  Louis-Melchior (1735) et Benoit (1745) qui suivent.
      - Louis-Melchior Mottet, né le 5 janvier 1735 à Compiègne et mort le 13 mars 1811 à Versailles (78), commissaire-général du Ministère de la Marine. Marié en 1763 avec Jeanne-Agathe Le Proux de La Rivière dont deux filles : 
        - Agathe Mottet (1764-1853), femme de chambre de la Maison des enfants du roi
        - Marie-Magdeleine Mottet.

      - Benoit Mottet de La Fontaine, né le 4 juin 1745 au château de Compiègne et mort le 30 avril 1820 à Pondichéry (Inde française), commissaire ordonnateur des établissements français en Inde[2], député du Grand Orient de France[5], commissaire de la Marine, puis commandant et président du Conseil provincial de Chandernagor, préfet colonial (1803)[6], président du Conseil supérieur à Pondichéry sous la Restauration[7]. Marié le 21 mai 1787 à  Pondichéry avec Marie Marguerite Villon de Fécamp (1762-1827) dont : 
        - Edouard Prosper Laurent Mottet de La Fontaine, né le 18 avril 1793 à Pondichéry et mort le 27 décembre 1875 à Dinan. Marié le 4 février 1828 à Pondichéry avec Georgia Honoria Fallofield (1811-1881).
        - Adolphe Guillaume Mottet de La Fontaine, né le 28 juillet 1795 à Pondichéry et mort le 4 février 1884 à Paris. Marié le 26 novembre 1829 à Pondichéry avec Marie Elisabeth de Warren (1814-1893) dont :
          - Victor Mottet de La Fontaine (1835)
          - Adolphine Clotilde Mottet de La Fontaine (1837-1919)
          - Marie Mathilde Joséphine Mottet de La Fontaine (1837-1929)
          - Claire Mottet de La Fontaine (1844-1936)

## Armes

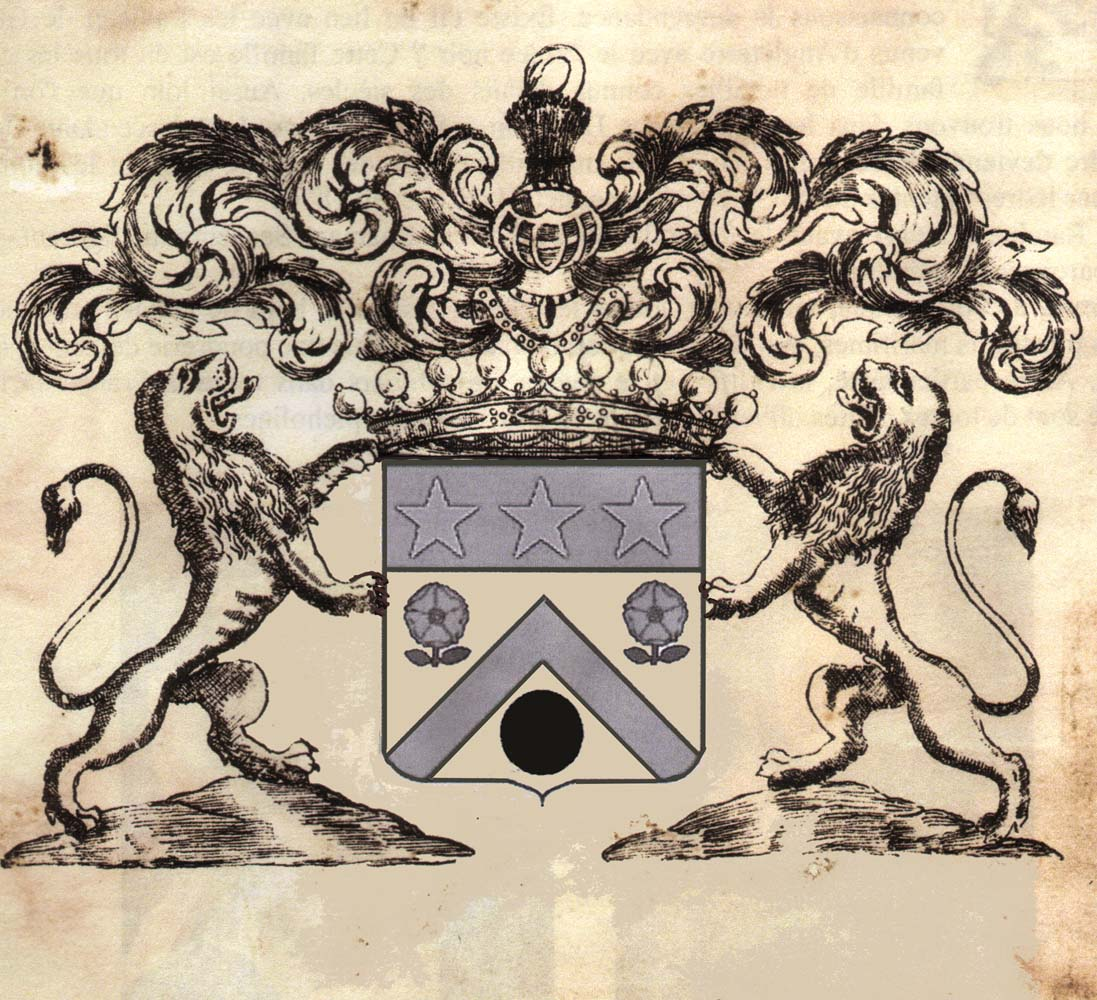
Blason de la Famille Mottet

D’argent, au chevron d’azur, accompagné en chef de deux roses de gueules, tigées et feuillées de sinople, et en pointe d’une motte (alias tourteau)  de sable ; au chef d’azur, chargé de trois étoiles d’or.

## Alliances
Les principales alliances de la famille sont : Fécamp, Warren, de Résie, Follofield, Russel de Sevallowfield-Doveton, Holwyd, Moreau de Champlieu, Segoing, Lurde, Rambaud, La Brousse, Buissaison, Petut-Jean, Bobet, Aubert, Poute de Puyhaudet.

### Sources et bibliographie
- Centre des Archives d'Outre Mer/dossier Benoît Mottet de la Fontaine [réf. non conforme]
- Brainne, Ch., Les hommes illustres du département de l'Oise, Bibliothèque du Beauvaisis : notices biographiques, critiques, analyses littéraires, citations d'ouvrages, documents particuliers… Tome I p. 366 éd. de, Beauvais : A. Desjardins, 1858, [réf. non conforme]
- L'hôtel du Mess, Compiègne, 1911, in-8, 27, B.n.F. : 8° Lk7. 38747[réf. non conforme]
- Agnès de Place, Dictionnaire généalogique et Armorial de l’Inde française[réf. non conforme]
- Bord et Gaudard de Soulages,      Dictionnaire généalogique des familles de l’Inde Française[réf. non conforme]